# Война шайнеров
Война шайнеров (Shiners' War) — конфликт между ирландскими католическими иммигрантами и франкоканадцами в Байтауне (ныне Оттава) с 1835 по 1837 гг. (активная фаза), с отдельными вспышками насилия до 1845 года.

## Причины

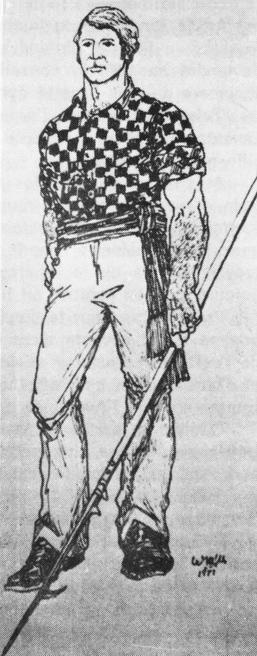
Жозеф Монферран, франкоканадец-лесоруб, гроза «шайнеров» и герой франкоканадцев.

Незадолго до событий закончилось строительство канала Ридо, и множество бедных ирландцев, привлечённых ранее на сооружение канала, оказалось без работы. Кроме того, ирландцы в то время находились на самой низкой ступени социальной лестницы из-за исторической антипатии к ним британцев и их отказа от ассимиляции. Питер Эйлен, крупный ирландский лесопромышленник, начал вербовать сторонников из числа своих соплеменников, преследую собственные цели. Атаки на франкоканадцев, бывших конкурентами Эйлена, в значительной мере подорвали их позиции в Оттаве.

## Происхождение названия
Существуют различные версии происхождения названия shiners:
- наиболее вероятная — оно происходило от искажённого французского слова «chêneur», означающего лесоруба, который рубил дубы ,
- по «народной этимологии», слово обозначало, что они «сияли», так как считали себя превосходившими остальные группы населения, или же было связано с «сияющими (блестящими)» монетами, за которые они боролись.

Ричард Лэниган пишет о «шайнерах» в своей книге «They Two or Phases Of Life In Eastern Canada Fifty Years Ago» (1888, стр. 111, строка 30), будто бы шайнеры «все носили белые простыни до подбородка». Другие источники не подтверждают это утверждение.

## Ход событий
Война началась, когда Питер Эйлен организовал группу ирландцев для нападения на другие лесозаготовительные операции. Эта группа получила известность под кличкой «Shiners». Они захватывали плоты из брёвен, которые сплавляли франкоканадцы, а также нападали на франкоканадцев на улицах Байтауна.
Шайнеры также нападали на политические учреждения. В августе 1835 года Эйлен и его сторонники отправились на ежегодное собрание Сельскохозяйственного общества района Батхёрст. Его агрессивно настроенные сторонники требовали от присутствующих избрать Эйлена на пост президента общества. Эйлен попытался использовать ту же стратегию, чтобы захватить лидерство на собрании в Нипине, но встретился со значительным сопротивлением.
Одним из видных шайнеров был Эндрю Лими, который благодаря своим связям был оправдан по нескольким делам, где он обвинялся в убийстве.
Фактически Эйлен добился своих целей, став видным членом созданной в 1836 г. Ассоциации лесопромышленников, которая, в частности, боролась с действиями шайнеров. После этого Эйлен играл в их деятельности двойственную роль.
Франкоканадцы, со своей стороны, оказывали шайнерам сопротивление. Их героем был силач-исполин Жозеф Фавр (также известный как Монферран или Мафферо), силач-исполин, который в дальнейшем также получил известность как спортсмен.
Граждане Байтауна создали «Ассоциацию сохранения общественного спокойствия в Байтауне», которая включала вооруженные патрули, чтобы попытаться контролировать насилие, но оно все ещё продолжалось. Весной 1837 года, после неудачного покушения шайнеров на местного правительственного чиновника Джеймса Джонстона, правительство привлекло войска, в результате чего участники беспорядков были арестованы. тем не менее, отдельные вспышки насилия всё ещё имели место до 1845 года, и их участники нередко называли себя «шайнерами».

## В популярной культуре
В 2018 году в Оттаве был опубликован графический роман «Война Шайнеров» . История, написанная Конором Райаном и проиллюстрированная Шоном Дейли, рассказывает о двух вымышленных персонажах, переживших конфликты эпохи. Героями романа-комиса являются видные деятели того времени, в том числе Жозеф Монферран и Питер Эйлен.